# E- und F-Klasse
Die E- und F-Klasse war eine Schiffsklasse von Zerstörern der Royal Navy (RN). Sie bestand aus zwei Unterklassen mit je acht Zerstörern und einen etwas größeren Flottillenführer. Die 18 Schiffe der beiden Gruppen wurden von 1933 bis 1935 auf zehn britischen Werften gebaut.
Im Zweiten Weltkrieg gingen zehn Schiffe verloren. Drei wurden der Royal Canadian Navy und eines der griechischen Marine zur Verfügung gestellt. RN und RCN sonderten ihre Einheiten kurz nach dem Kriegsende aus. Am längsten im Dienst blieb die 1949 an die Dominikanische Republik verkaufte Fame, die 1949 in Generalissimo und dann 1962 in Sanchez umbenannt wurde. 1968 wurde sie als letztes Schiff der Klasse verschrottet.

## Geschichte der Klasse
Die Zerstörer der E- und F-Klasse entsprachen in ihren Abmessungen weitgehend ihren Vorgängern. Sie hatten allerdings verbesserte und vergrößerte Aufbauten und führten erstmals sowohl Ausrüstung zur U-Boot-Abwehr wie auch eine Minensucheinrichtung mit. Um einen befürchteten Geschwindigkeitsverlust zu vermeiden, verfügten sie über eine verbesserte Rumpfform, die nach umfangreichen Untersuchungen ausgewählt wurde.
Zwei der Zerstörer wurden als Minenleger abgeliefert.
Die beiden Leader der Untergruppen wurden wieder vergrößert und waren verbesserte Nachbauten der Codrington der A-Klasse mit fünf 120-mm-Geschützen.

### Einsatzgeschichte
Die Zerstörer der E-Gruppe einschließlich der als Minenleger fertiggestellten Schiffe bildete mit dem Flottillenführer Exmouth die 5. Zerstörerflottille, die der Home Fleet zugeordnet war. Kurz vor dem Beginn des Zweiten Weltkrieges wurden die Schiffe von den neu zulaufenden Zerstörern der K-Klasse ersetzt.
Die acht Zerstörer der F-Gruppe bildeten mit der Faulknor nach der Abnahme durch die RN die „6th Destroyer Flotilla“ ebenfalls bei der Home Fleet. Diese Flottille verlegte von September 1935 bis zum April 1936 wegen der Abessinien-Krise zwischen Großbritannien und Italien nach Gibraltar. Im Mai 1939 wurde die Flottille in die „8th Destroyer Flotilla“ umbenannt, als die bis dahin separat nummerierten Flottillen der Tribal-Zerstörer in das Nummernsystem eingeordnet wurden.
Im Zweiten Weltkrieg gingen zehn Einheiten der Klasse verloren. Erster Kriegsverlust war am 21. Januar 1940 der Flottillenführer Exmouth, der von einem U-Boot im Moray Firth versenkt wurde. 1940 gingen auch noch die Escort und Esk verloren. Im Juli 1941 wurde die Fearless im Mittelmeer von italienischen Torpedobombern torpediert und musste aufgegeben werden. 1942 gingen Electra und Encounter im Kampf gegen japanische Kreuzer in der Java-See verloren sowie Foresight im Mittelmeer durch italienische Torpedobomber und Firedrake durch ein deutsches U-Boot im Nordatlantik. Am 23. Oktober 1943 sank die Eclipse nach einem Minentreffer in der Ägäis. Letzter Kriegsverlust war die Fury, die am 21. Juni 1944 vor der Normandie nach einem Minentreffer auflief und irreparabel beschädigt wurde.
Während des Krieges gab die Royal Navy im Mai 1943 die Fortune und im Juni die Express an die Royal Canadian Navy ab, die sie als HMCS Saskatchewan bzw. Gatineau einsetzte. Im Februar 1944 erhielt die RCN dann auch noch die Foxhound, die in HMCS Qu'appelle umbenannt wurde.
Auch die griechische Marine erhielt im April einen Zerstörer der Klasse mit der Echo, die als Navarinon weiter Dienst tat.
RN und RCN sonderten ihre Einheiten kurz nach dem Kriegsende aus. Nach 1949 verblieben nur noch
- HMCS Gatineau ex Express, seit 1946 in der Reserve, erst 1956 abgewrackt;
- die griechische Navarinon ex Echo, 1956 zurück zur RN und abgebrochen;
- und die an die Dominikanische Republik verkaufte Fame, die 1949 in Generalissimo

und dann 1962 in Sanchez umbenannt wurde. 1968 wurde sie als letztes Schiff der Klasse verschrottet.

## Die Zerstörer der E- und F-Klasse
| Name            | Bauwerft                 | Baubeginn | Stapellauf | fertig   | Endschicksal |
| --------------- | ------------------------ | --------- | ---------- | -------- | --- |
| E-Gruppe        |                          |           |            |          | |
| Exmouth (H02)   | Portsmouth Dockyard      | 15.05.33  | 7.02.34    | 9.11.34  | Flottillenführer, am 21. Januar 1940 vom deutschen U-Boot U 22 im Moray Firth versenkt.                                                             |
| Echo (H23)      | Denny                    | 20.03.33  | 22.10.34   | 2.06.32  | April 1944 Griechenland als Navarinon übergeben, 1956 Rückgabe an Royal Navy, zum Abbruch verkauft.                                                 |
| Eclipse (H08)   | Denny                    | 22.03.33  | 12.04.34   | 29.11.34 | am 23. Oktober 1943 vor Kalymnos, Griechenland auf eine Mine gelaufen und gesunken.                                                                 |
| Electra (H27)   | Hawthorn Leslie          | 15.03.33  | 15.02.34   | 13.09.34 | am 27. Februar 1942 in der Schlacht in der Javasee vom Japanischen Leichten Kreuzer Jintsū versenkt.                                                |
| Encounter (H10) | Hawthorn Leslie          | 15.03.33  | 29.03.34   | 2.11.34  | am 1. März 1942 nach schwerer Beschädigung durch die japanischen Schweren Kreuzer Ashigara und Myōkō in der Schlacht in der Javasee selbstversenkt. |
| Escapade (H17)  | Scotts                   | 30.03.33  | 30.01.34   | 30.08.34 | 1946 verschrottet. |
| Escort (H66)    | Scotts                   | 30.03.33  | 29.03.34   | 30.10.34 | am 8. Juli 1940 durch das italienische U-Boot Guglielmo Marconi torpediert und am 11. Juli beim Abschleppen gesunken.                               |
| Esk (H15)       | Swan Hunter              | 24.03.33  | 19.03.34   | 28.09.34 | Minenleger, am 31. August 1940 in der Nähe der niederländischen Insel Texel nach einem Minentreffer gesunken.                                       |
| Express (H15)   | Swan Hunter              | 24.03.33  | 29.05.34   | 2.11.34  | im Juni 1943 als HMCS Gatineau an die Royal Canadian Navy übergeben, 1956 verschrottet.                                                             |
| F-Gruppe        |                          |           |            |          | |
| Faulknor (H62)  | Yarrow´s                 | 31.07.33  | 12.06.34   | 9.11.34  | Flottillenführer, 1946 verschrottet. |
| Fame (H78)      | Vickers Armstrongs, Tyne | 5.07.33   | 28.06.34   | 26.04.35 | 1949 als 'Generalisimo' an die Dominikanische Republik übergeben, 1962 umbenannt in Sanchez, 1968 zum Abbruch verkauft.                             |
| Fearless (H67)  | Cammell Laird            | 5.07.33   | 28.06.34   | 26.04.35 | am 12. Juli 1941 im Mittelmeer von italienischen Torpedobombern torpediert und am 23. Juli 1941 aufgegeben.                                         |
| Firedrake (H79) | Vickers Armstrongs, Tyne | 5.07.33   | 28.06.34   | 30.05.35 | am 16. Dezember 1942 von U 211 versenkt. |
| Foresight (H68) | Cammell Laird            | 21.07.33  | 29.06.34   | 15.05.35 | am 12. August 1942 im Mittelmeer von italienischen Torpedobombern torpediert und aufgegeben.                                                        |
| Forester (H74)  | White                    | 15.05.33  | 28.06.34   | 19.04.35 | im Januar 1946 zum Abbruch verkauft |
| Fortune (H70)   | John Brown               | 28.07.33  | 29.08.34   | 27.04.35 | im Mai 1943 als HMCS Saskatchewan an die Royal Canadian Navy übergeben, Januar 1946 außer Dienst                                                    |
| Foxhound (H69)  | John Brown               | 15.08.33  | 12.10.34   | 21.06.35 | im Februar 1944 als HMCS Qu'appelle an die Royal Canadian Navy übergeben, Januar 1946 außer Dienst                                                  |
| Fury (H76)      | White                    | 19.05.33  | 10.09.34   | 18.05.35 | am 21. Juni 1944 vor der Normandie auf eine Mine gelaufen und irreparabel beschädigt.                                                               |